# اکسل نوردلاندر
اکسل نوردلاندر (انگلیسی: Axel Nordlander; ۲۱ سپتامبر ۱۸۷۹ – ۳۰ آوریل ۱۹۶۲) سوارکار و کاپیتان ارتش  سوئد بود.